# 順利天主教中學

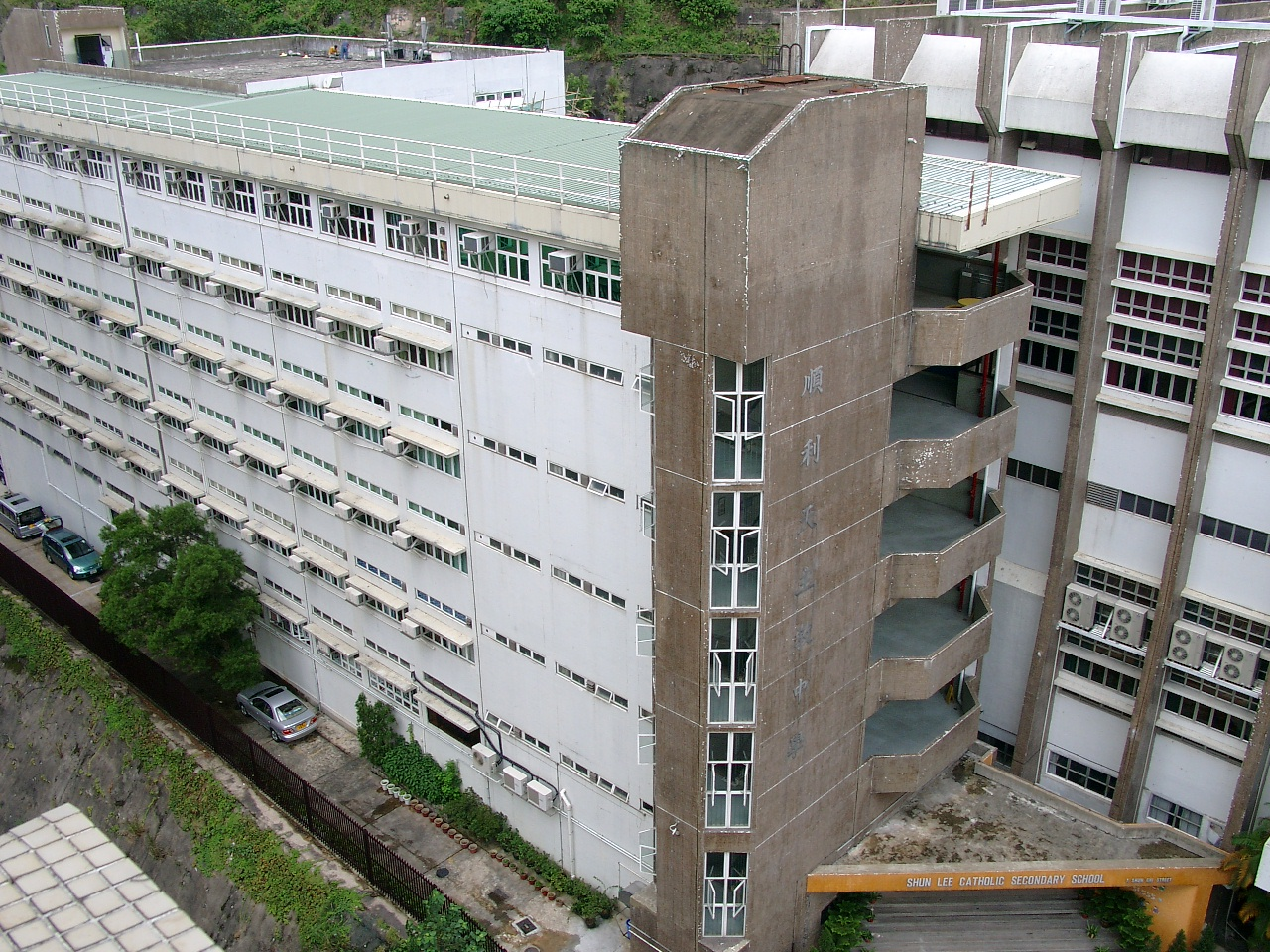
翻髹前的順利天主教中學（2006年）

順利天主教中學（英語：Shun Lee Catholic Secondary School，簡稱SLCSS、順天）是由天主教香港教區所設辦的一所學校，位於香港觀塘區，佔地約4500平方米，創校於1982年，是一所政府資助、全日制男女校、以英文授課的中學。中一學生由政府以中學學位分配方法編配。中四同學皆需修讀四個核心科目及兩至三個選修科目。現任校長為李婉萍女士。

## 學校象徵

### 校訓
- Sic Deo Placet（拉丁語）
校訓取自聖保祿宗徒致格林多人後書第五章。在傳統有天主教文化的地方，「悅樂主心」是教友互相祝福的一句話，來自聖經 ─ 聖保祿書信，祝福人無論做什麼事，都合乎主的心願。願學校的師生的一切作為時時悅樂主心。

### 辦學宗旨
校方致力提供一完善學習環境，引導學生結合信仰、文化與生活，認識福音真理，達致人格成全；培養自學能力、建立積極人生觀，達至全人發展；著重培養學生服務人群、回饋社會的精神；引導其認識中華文化，發揚其優點。

### 核心價值
力行仁愛，克盡己責，互相尊重

### 校歌
校歌由已經離任的音樂科教師鄭志民先生作曲，鄭志民先生及潘健康先生填詞。每月第一個星期四早會在禮堂唱校歌，每次大型活動更會出動學校「順利天主教中學管樂團」演奏。

### 辦學團體
該校由天主教香港教區管理。

### 年度主題
- 2010/2011：Fear Not The Thorns, Cease Not To Learn （迎向挑戰，自強不息）
- 2011/2012：Take on, Push On, Lead on（勇於嘗試，敢於承擔）
- 2012/2013：Dream, capture, 30 years to past. Build, strive, for years to last.
- 2013/2014：Unlocking potential Realizing dreams（潛能解放，夢想飛翔）
- 2014/2015：Sow more, Grow more, Accomplish more（敢承擔，樂耕耘，成領袖）
- 2015/2016：Posses learning, Embrace life （學習在我手，人生由我創）
- 2016/2017：35 years serve as salt and light（三十五載順利人，地鹽世光承主恩）
- 2017/2018：I commit, therefore I belong
- 2018/2019：Lives connected, shunleers united
- 2019/2020：順利是我家
- 2020/2021：Family（家庭）
- 2021/2022：Love（愛德)
- 2022/2023：Justice（義德）
- 2023/2024：Truth（真理）
- 2024/2025：Thanksgiving（感恩）

## 班級結構及科目

### 班級結構
中一設五班，根據中一入學前香港學科測驗的成績，成績最好的編入A班，普通話成績較好的編入B班，需要英語支援的編入人數較少的D、E班。中二至中六設四班，每班人數約30-40人。。中二及三會根據去年的成績，成績最好的會編入D班，其餘將平均分配到A、B、C班。中四到中六會根據中三選科分班，A,B班為修讀三個選修科，C班為修讀兩個選修科，D班為修讀兩個選修科及數學延伸單元。

### 科目
|      | 以中文授課                                                            | 以英文授課                                                                                                 |
| ---- | --------------------------------------------------------------------- | --- |
| 初中 | 中國語文、普通話、中國歷史、宗教教育、體育、延伸課程、中文閱讀知新課  | 英國語文、數學、科學、地理、歷史、視覺藝術、音樂、科技與生活、英文閱讀知新課、生活與社會                   |
| 高中 | 中國語文、通識教育 、中國歷史、倫理及宗教、視覺藝術、公民與社會發展科 | 英國語文、數學、物理、化學、生物、經濟、地理、資訊通訊科技、歷史、企業、商業及財務概論、數學延伸單元一或二 |

## 校園

### 概況
- 順利天主教中學坐落於順利邨順緻街7號，位於飛鵝山腳的茶寮坳，為一所連環型校舍，佔地約4500平方米，臨近順緻苑及順利邨，鄰近的港鐵站有觀塘站與彩虹站。
- 校園主建築於1982年建成，設有標準課室二十五個、實驗室四個、電腦室、設計與科技室、美術室、宗教室、音樂室、多媒體地理室、家政室、圖書館、多媒體教學室、互動學習中心、操場及禮堂，為學生提供充足的學習設施及理想的學習環境，至今多次翻修，包括興建五樓、翻髹外墻、重鋪地板，以改善教學環境。

### 校內設施
地面
- 操場
- 停車場
- 小聖堂

地下
- 教員室
- 校務處
- 醫療室
- 社工室
- 更衣室
- 小食部，設有微波爐供學生加熱飯盒，某些級別的週會會在這裡舉行。
- 宗教室，所有低年級學生及修讀宗教及倫理科的高年級學生皆在此室上宗教課。
- 設計及科技室，中一至中三的學生皆在此室上科技與生活課。
- 互動學習中心，此室原為設計及科技室一部份，並於2006年暑假期間重新裝修，成為互動學習中心。現時，某些級別的週會會在這裡舉行。

一樓
- 6間課室，放學後及假日會用作自修室。
- 平台
- iSpace
- 美術室，供中一至中三及高中選修美術科的同學上美術課。
- 音樂室，供中一至中三的同學上音樂課。

二樓
- 6間課室
- 家政室，供中一至中三的同學上家政課。
- 悅樂軒，供嘉賓用膳。

三樓
- 5間課室
- 多媒體教學室，供學生上電腦課，除了上課用外，放學大多數時間均會開放給學生使用。
- 多媒體地理室，內裡設有多部電腦，在放學大多數時間均會開放給學生使用。
- 圖書館，供學生借閱圖書，并設有溫習區域，亦提供電腦予學生使用。

四樓
- 6間課室
- 禮堂，某些級別的週會會在這裡舉行，亦會在此進行學期考試及公開考試；有別於香港典型標準校舍中禮堂與主翼方向直角相交，該校之地形問題使禮堂得與主翼平行方向，而禮堂入口亦由典型的正後方改為右側後部。
- 物理實驗室，供部份中三及高中選修物理科的學生在此上科學課及物理課；內裡有一間黑房，供攝影學會進行黑房沖晒活動，現已停用。
- 生物實驗室，供部份中三及高中選修生物科的學生在此上科學課及生物課。

五樓（後期加建）
- 5間課室
- 化學實驗室，供部份中三及高中選修化學科的學生上科學課及化學課。
- 科學實驗室，供中一至中二的學生上科學課。
- 學生活動室，此處為學生會會址，某些級別的週會會在這裡舉行，部分學期考試會在此處進行。
- STEM Centre

洗手間
- 學校的洗手間每層都有不同主題風格。
- 五樓並沒有洗手間。

## 學生組織

### 學生會
學生會為學生自治組織之最高機關，所有同學皆為會員，可於每學年的投票日投票選出幹事會。學生會會舉辦校內活動，如運動月、新年Show、校政論壇等，亦有恆常服務，如文具售賣等，除此以外也有聯校聖誕舞會、期終考試後的SU Fun Day，以豐富同學的校園生活。每屆學生會都會出版其自行設計的順利紙，順利紙已成為學校象征之一。
歷屆內閣
- 1991/1992：創曦閣
- 1992/1993：日暉閣
- 1993/1994：聚賢閣
- 1994/1995：毅賢閣
- 1995/1996：We Union
- 1996/1997：Voices
- 1997/1998：Networks
- 1998/1999：Tree
- 1999/2000：Sparkle
- 2000/2001：無[5]
- 2001/2002：Bees
- 2002/2003：Action
- 2003/2004：Valour 敢閣
- 2004/2005：Arurora 極光
- 2005/2006：OceAn
- 2006/2007：Solar Sun力軍
- 2007/2008：Zipper
- 2008/2009：Router 路由器
- 2009/2010：Triangle 仨閣
- 2010/2011：Radius 半徑
- 2011/2012：Magnet 磁石
- 2012/2013：Pioneer 先鋒
- 2013/2014：ShunAct 順心
- 2014/2015：Axes 軸心閣
- 2015/2016：Titanium 鈦[6]
- 2016/2017：Gladiator 鬥士
- 2017/2018：Dandelion 蒲公英
- 2018/2019：Pinion 齒輪
- 2019/2020：Phoenix 火鳳凰[7]
- 2020/2021：Kaleidoscope 萬花筒[8]
- 2021/2022：Hestia[9]
- 2022/2023：Prometheus 烙㷧[10]
- 2023/2024：Vespera[11]
- 2024/2025: Galanthus 待雪草

### 四社
所有學生入學時會隨機分編為智、勇、忠、誠四社，由老師任監督，舉辦社際及聯社活動，如四社星級戰、四社生還者等等，以促進不同班別學生的合作及互助精神。
歷屆全年總冠軍
- 1999/2000：Loyalty 忠社
- 2000/2001：Loyalty 忠社
- 2001/2002：Loyalty 忠社
- 2002/2003：Honesty 誠社
- 2003/2004：Honesty 誠社
- 2004/2005：Honesty 誠社
- 2005/2006：Wisdom 智社
- 2006/2007：Wisdom 智社
- 2007/2008：Wisdom 智社
- 2008/2009：Wisdom 智社
- 2009/2010：Honesty 誠社
- 2010/2011：Loyalty 忠社
- 2011/2012：Loyalty 忠社
- 2012/2013：Loyalty 忠社
- 2013/2014：Loyalty 忠社
- 2014/2015：Loyalty 忠社
- 2015/2016：Loyalty 忠社
- 2016/2017：Loyalty 忠社
- 2017/2018：Loyalty 忠社
- 2018/2019：Loyalty 忠社
- 2019/2020：Courage 勇社
- 2020/2021：因疫情而未有總冠軍
- 2021/2022：因疫情而未有總冠軍
- 2022/2023：Wisdom 智社
- 2023/2024：Loyalty 忠社

歷屆內閣
| 年度      | Wisdom 智社       | Courage 勇社               | Loyalty 忠社      | Honesty 誠社      |
| --------- | ----------------- | -------------------------- | ----------------- | ----------------- |
| 2006/2007 | Spike 綠箭        | Mars                       | Blue Tooth        | UNO               |
| 2007/2008 | Aqua 清泉         | Heart                      | Silver            | Grape             |
| 2008/2009 | Mix 迷彩          | Taxi                       | Skipjack 飛魚     | UV 紫外光         |
| 2009/2010 | Lego 樂高         | FlashPoint 導線            | Planet 藍星       | 紫禁城            |
| 2010/2011 | Oasis 綠洲        | Twinkle 煙火               | Dolphin 海豚      | Crystal 紫水晶    |
| 2011/2012 | Greenish 青鳥     | Phoenix 鳳凰               | B.M.B 閃蝶        | Cord 繩結         |
| 2012/2013 | Wista 智願者      | Infra-red Radiation 紅外線 | Rosette 藍玫瑰    | Castle 城堡       |
| 2013/2014 | Green Army 新綠軍 | The Sign 霓虹燈            | Unicorn 獨角獸    | Compass 紫南針    |
| 2014/2015 | Hedge 綠籬        | Warriors 勇士              | Azure Bird 冠藍鳥 | Great Wall 長城   |
| 2015/2016 | Venation 葉脈     | Hephaestus 聚燚            | Blue Ray 藍極光   | Circlet 紫環      |
| 2016/2017 | Dawn 青晨         | Equator 赤道               | Aqua 水滴         | Crane 紫鶴        |
| 2017/2018 | Bower 綠蔭        | Meteor 火流星              | Trail 忠跡        | Pausa 休紫乎      |
| 2018/2019 | Turquoise 綠松石  | Lustre 燔燎                | Nemophila 藍粉蝶  | DreamPlane 紫飛機 |
| 2019/2020 | Lamina 葉鞘       | Sparkle 曜煜               | Wavelet 漣漪      | Lilac 紫丁香      |
| 2020/2021 | Tailorbird 縫葉鶯 | Griffin 獅鷲               | Blueprint 藍圖    | Siberite 紫碧璽   |
| 2021/2022 | Thoth 托特        | Fire Opal 火歐泊           | Whirling 瀠洄     | Eternity 不夜誠   |
| 2022/2023 | Izuku 綠谷        | Elmo 艾蒙                  | The Blues 破冰鳥  | Ditto 百變怪      |
| 2023/2024 | Chrysalis 綠凝蝶  | Red Lory 紅伶              | Bluebell 藍風鈴   | Rasalas 獅紫      |
| 2024/2025 | Cervidae 綠茸萃   | Borage 琉璃苣              | Cartref 汐岸      | Khepri 晨曦       |

### 班會
該校為加強各班內外的溝通，故要求各班設立班會。班會負責籌劃班內活動及鼓勵同學參與校內各種活動，如班際歌唱比賽，班際球類比賽等。

### 學會
該校設立了三十多個學會，由老師負責指導或統籌。學會可分為學術性、興趣性、體育性、服務性及制服隊伍等，學生可自行選擇。
學術性
- 美術學會
- 天文學會（於2014年重開）
- 中文辯論隊
- 中國歷史學會（於2015年新增）
- 英文學會
- 英文辯論隊
- 其他語言學會（於2015年新增）
- 普通話學會
- 科學學會
- STEM學會

興趣性
- 舞蹈學會（中國舞及流行舞蹈）
- 劇社及後台
- 合唱團
- 常綠社
- 天主教同學會
- 多媒體學會（於2015年新增）
- 攝影學會
- 弦樂團
- 管樂團
- 跆拳道學會
- 交通學會（於2012年新增）[12]
- 聖詠團
- 慕道班
- 機械人隊
- 橋牌學會（於2022年新增）
- 國際象棋學會（於2023年新增）
- 毛毛同學會

體育性
- 田徑隊
- 籃球學會
- 籃球隊
- 羽毛球學會
- 羽毛球隊（於2009年新增）
- 足球隊
- 排球隊
- 手球隊
- 跳繩學會（於2014年新增）
- 乒乓球隊

服務性
- A+S
- 社會服務團
- UNICEF Club（於2016年新增）

制服隊伍
- 女童軍
- 香港紅十字會青年團第151團

## 延伸課程
- 所有入學中一生必須參與校本課程SHUN Teens，接受為期一年的軍旅式訓練。訓練包括宿營、露營、步操訓練等，並學習各種基本營藝、繩結、急救、步操、地圖閱讀等等。藉以培養青少年的自信心及合作精神。
- 中二學生須參與校方跟香港青年協會賽馬會坪石青年空間合作舉辦的「V-Power」的義工計劃。每年出席至少兩次的義工服務，服務對象包括老人、兒童。
- 中四學生須參與校方與香港基督教服務處順利長者鄰舍中心籌辦的「順利長者學苑」。鼓勵學生積極參與長者學苑的義務工作，例如：擔當課程小導師。希望透過長者學苑這個平台，長者既可以學習新科技和新知識，而學生亦可藉此機會服務長者，回饋社會。
- 校方於2008-2009年度加入香港青年獎勵計劃學校執行處，學生可選擇參與香港青年獎勵計劃。透過五科活動（服務科、野外鍛鍊科、技能科、康樂體育科、團體生活科），有系統地培養及發展年青人在德、智、體、群、美各方面的潛能，讓身心得以均衡發展，培養責任感和堅毅不屈的精神，對他們立身處世有莫大裨益。

## 校園創作及刊物
順利天主教中學由2008年開始每年都會出版《順誌SHUNIQUE》，編委會由校內學生組成，至今出版12期。校方每年也會出版《校訊》，發佈校務及學生成就。另外，學生會每年任期末都會發佈《學生會會訊》，四社亦會於學期末發佈社報。

## 香港傑出學生選舉
直至2019年（第34屆），在香港傑出學生選舉共出產1名傑出學生。

## 著名/傑出校友
- 李根興：盛滙商鋪基金管理有限公司的創辦人及行政總裁
- 劉錦玲：前亞洲電視藝員（1982年中三畢業）
- 李雨陽：前無綫電視演員
- 廖仲謙：無綫電視歌唱比賽《超級巨聲3》冠軍
- 辛小華（Calvin Sun）：嘉勳教育中心創辦人、英文補習名師
- 王君萍：香港健美運動員
- 蘇子情：舞台劇演員
- 杜婷：香港電台主持人
- 羅佩怡：前新城電台主持人，現香港電視娛樂ViuTV《智富通》主持兼助理監製。
- 黃頌明：無綫電視演員
- 吳少芳（Jodi）：前香港女子組合Face To Face成員（2021年因病離世）
- 葉偉儀：前佛教黃允畋中學校長 、東華三院邱子田紀念中學第六任校長
- 黎志銘：香港助理練馬師
- 范進傑（英语：Kit Fan）：英國華裔作家
- 楊昌鵬（小魚）：全民造星II二十強，現ViuTV幕後
- 黃善朗：Amazing Talker補習名師[13]、數學5**、現任順利天主教中學教師（2018年畢業）

## 參看
- 順利邨
- 順緻苑
- 觀塘官立中學

## 外部連結
- 順利天主教中學網頁 （页面存档备份，存于）
- 順利天主教中學資料概覽 （页面存档备份，存于）
- 天主教天神之后堂網頁 （页面存档备份，存于）